# Tukotuko jeziorny
Tukotuko jeziorny (Ctenomys lami) – gatunek gryzonia z rodziny tukotukowatych (Ctenomyidae). Występuje w Ameryce Południowej, gdzie odgrywa ważną rolę ekologiczną. Siedliska tukotuko jeziornego obejmują tereny brazylijskiego stanu Rio Grande do Sul: od typowej lokalizacji położonej północny wschód od rzeki Guaíba na przestrzeni 80 km do południowo-zachodniego brzegu jeziora Barros. Międzynarodowa Unia Ochrony Przyrody (IUCN) wymienia ten gatunek w Czerwonej księdze gatunków zagrożonych jako gatunek narażony i oznacza go akronimem VU.